# Répartition des religions par pays
 (décembre 2024).
Améliorez-le ou discutez des points à vérifier. 

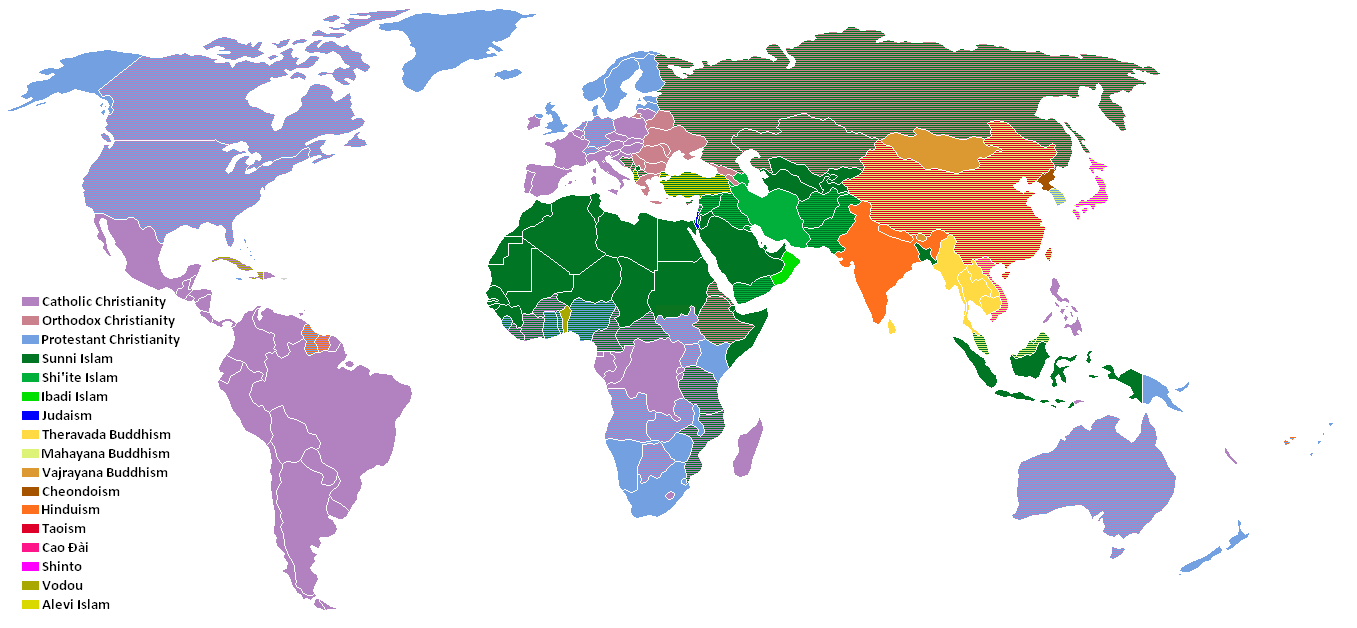
Répartition mondiale, apparemment en 2015, des principales religions, notamment : christianisme (bleu/violet), hindouisme (orange), islam (vert) et taoïsme (rouge)

La répartition des religions varie grandement selon les pays et les aires géographiques. Elle est établie à partir du rapport du Pew Research Center de 2012 sur la religion par pays en 2010. 
| Pays                                         | Christianisme | Islam   | Sans-religion | Hindouisme | Bouddhisme | Religions traditionnelles | Autres | Judaïsme |
| -------------------------------------------- | ------------- | ------- | ------------- | ---------- | ---------- | ------------------------- | ------ | -------- |
| Afghanistan                                  | 0.1 %         | 99.7 %  | <0.1 %        | <0.1 %     | <0.1 %     | <0.1 %                    | <0.1 % | <0.1 %   |
| Albanie                                      | 18.0 %        | 80.3 %  | 1.4 %         | <0.1 %     | <0.1 %     | <0.1 %                    | 0.2 %  | <0.1 %   |
| Algérie                                      | 0.2 %         | 97.9 %  | 1.8 %         | <0.1 %     | <0.1 %     | <0.1 %                    | <0.1 % | <0.1 %   |
| Samoa américaines                            | 98.3 %        | <0.1 %  | 0.7 %         | <0.1 %     | 0.3 %      | 0.4 %                     | 0.3 %  | <0.1 %   |
| Andorre                                      | 89.5 %        | 0.8 %   | 8.8 %         | 0.5 %      | <0.1 %     | <0.1 %                    | 0.1 %  | 0.3 %    |
| Angola                                       | 90.5 %        | 0.2 %   | 5.1 %         | <0.1 %     | <0.1 %     | 4.2 %                     | <0.1 % | <0.1 %   |
| Anguilla                                     | 90.6 %        | 0.3 %   | 4.0 %         | 0.4 %      | <0.1 %     | 2.9 %                     | 1.6 %  | 0.1 %    |
| Antigua-et-Barbuda                           | 93.0 %        | 0.6 %   | 1.7 %         | 0.2 %      | <0.1 %     | 3.6 %                     | 1.0 %  | <0.1 %   |
| Argentine                                    | 85.2 %        | 1.0 %   | 12.2 %        | <0.1 %     | <0.1 %     | 0.8 %                     | 0.3 %  | 0.5 %    |
| Arménie                                      | 98.5 %        | <0.1 %  | 1.3 %         | <0.1 %     | <0.1 %     | <0.1 %                    | 0.1 %  | <0.1 %   |
| Aruba                                        | 91.9 %        | 0.2 %   | 6.0 %         | <0.1 %     | 0.1 %      | 1.3 %                     | 0.1 %  | 0.4 %    |
| Australie                                    | 67.3 %        | 2.4 %   | 24.2 %        | 1.4 %      | 2.7 %      | 0.7 %                     | 0.8 %  | 0.5 %    |
| Autriche                                     | 80.4 %        | 5.4 %   | 13.5 %        | <0.1 %     | 0.2 %      | <0.1 %                    | 0.1 %  | 0.2 %    |
| Azerbaïdjan                                  | 3.0 %         | 96.9 %  | <0.1 %        | <0.1 %     | <0.1 %     | <0.1 %                    | <0.1 % | <0.1 %   |
| Bahamas                                      | 96.0 %        | 0.1 %   | 3.1 %         | <0.1 %     | <0.1 %     | 0.3 %                     | 0.3 %  | <0.1 %   |
| Bahreïn                                      | 14.5 %        | 70.3 %  | 1.9 %         | 9.8 %      | 2.5 %      | <0.1 %                    | 0.2 %  | 0.6 %    |
| Bangladesh                                   | 0.3 %         | 90.4 %  | <0.1 %        | 8.5 %      | 0.6 %      | <0.1 %                    | <0.1 % | <0.1 %   |
| Barbade                                      | 95.2 %        | 1.0 %   | 1.9 %         | 0.4 %      | <0.1 %     | <0.1 %                    | 1.4 %  | <0.1 %   |
| Biélorussie                                  | 71.2 %        | 0.2 %   | 28.6 %        | <0.1 %     | <0.1 %     | <0.1 %                    | <0.1 % | <0.1 %   |
| Belgique                                     | 64.2 %        | 5.9 %   | 29.0 %        | <0.1 %     | 0.2 %      | 0.2 %                     | <0.1 % | 0.3 %    |
| Belize                                       | 87.6 %        | 0.1 %   | 8.9 %         | 0.2 %      | 0.5 %      | 1.5 %                     | 0.1 %  | 1.0 %    |
| Bénin                                        | 53.0 %        | 23.8 %  | 5.0 %         | <0.1 %     | <0.1 %     | 18.1 %                    | <0.1 % | <0.1 %   |
| Bermudes                                     | 75.0 %        | 1.1 %   | 19.4 %        | <0.1 %     | 0.5 %      | 3.0 %                     | 0.8 %  | 0.3 %    |
| Bhoutan                                      | 0.5 %         | 0.2 %   | <0.1 %        | 22.6 %     | 74.7 %     | 1.9 %                     | <0.1 % | <0.1 %   |
| Bolivie                                      | 93.9 %        | <0.1 %  | 4.1 %         | <0.1 %     | <0.1 %     | 0.9 %                     | 1.0 %  | <0.1 %   |
| Bosnie-Herzégovine                           | 52.3 %        | 45.2 %  | 2.5 %         | <0.1 %     | <0.1 %     | <0.1 %                    | <0.1 % | <0.1 %   |
| Botswana                                     | 72.1 %        | 0.4 %   | 20.6 %        | 0.3 %      | <0.1 %     | 6.0 %                     | 0.6 %  | <0.1 %   |
| Brésil                                       | 88.9 %        | <0.1 %  | 7.9 %         | <0.1 %     | 0.1 %      | 2.8 %                     | 0.2 %  | <0.1 %   |
| Îles Vierges britanniques                    | 84.5 %        | 1.2 %   | 3.9 %         | 1.2 %      | <0.1 %     | 8.4 %                     | 0.8 %  | <0.1 %   |
| Brunei                                       | 9.4 %         | 75.1 %  | 0.4 %         | 0.3 %      | 8.6 %      | 6.2 %                     | 0.1 %  | <0.1 %   |
| Bulgarie                                     | 82.1 %        | 13.7 %  | 4.2 %         | <0.1 %     | <0.1 %     | <0.1 %                    | <0.1 % | <0.1 %   |
| Burkina Faso                                 | 22.5 %        | 61.6 %  | 0.4 %         | <0.1 %     | <0.1 %     | 15.4 %                    | <0.1 % | <0.1 %   |
| Burundi                                      | 91.5 %        | 2.8 %   | <0.1 %        | <0.1 %     | <0.1 %     | 5.7 %                     | <0.1 % | <0.1 %   |
| Cambodge                                     | 0.4 %         | 2.0 %   | 0.2 %         | <0.1 %     | 96.9 %     | 0.6 %                     | <0.1 % | <0.1 %   |
| Cameroun                                     | 60,5 %        | 30,6 %  | 5.3 %         | <0.1 %     | <0.1 %     | 3.3 %                     | 2.7 %  | <0.1 %   |
| Canada                                       | 69.0 %        | 2.1 %   | 23.7 %        | 1.4 %      | 0.8 %      | 1.2 %                     | 0.9 %  | 1.0 %    |
| Cap-Vert                                     | 89.1 %        | 0.1 %   | 9.1 %         | <0.1 %     | <0.1 %     | 1.5 %                     | 0.2 %  | <0.1 %   |
| Îles Caïmans                                 | 83.5 %        | 0.4 %   | 9.4 %         | 0.9 %      | <0.1 %     | 4.5 %                     | 0.6 %  | 0.8 %    |
| République centrafricaine                    | 89.5 %        | 8.5 %   | 1.0 %         | <0.1 %     | <0.1 %     | 1.0 %                     | <0.1 % | <0.1 %   |
| Tchad                                        | 40.6 %        | 55.3 %  | 2.5 %         | <0.1 %     | <0.1 %     | 1.4 %                     | 0.1 %  | <0.1 %   |
| Îles Anglo-Normandes                         | 85.2 %        | <0.1 %  | 14.2 %        | <0.1 %     | <0.1 %     | <0.1 %                    | 0.3 %  | <0.1 %   |
| Chili                                        | 89.4 %        | <0.1 %  | 8.6 %         | <0.1 %     | <0.1 %     | 1.5 %                     | 0.2 %  | 0.1 %    |
| Chine                                        | 5.1 %         | 1.8 %   | 52.2 %        | <0.1 %     | 18.2 %     | 21.9 %                    | 0.7 %  | <0.1 %   |
| Colombie                                     | 92.5 %        | <0.1 %  | 6.6 %         | <0.1 %     | <0.1 %     | 0.8 %                     | <0.1 % | <0.1 %   |
| Comores                                      | 0.5 %         | 98.3 %  | 0.1 %         | <0.1 %     | <0.1 %     | 1.0 %                     | <0.1 % | <0.1 %   |
| République du Congo                          | 85.9 %        | 1.2 %   | 9.0 %         | <0.1 %     | <0.1 %     | 2.8 %                     | 1.1 %  | <0.1 %   |
| République démocratique du Congo             | 95.8 %        | 1.5 %   | 1.8 %         | <0.1 %     | <0.1 %     | 0.7 %                     | 0.1 %  | <0.1 %   |
| Îles Cook                                    | 96.0 %        | <0.1 %  | 3.2 %         | <0.1 %     | <0.1 %     | <0.1 %                    | 0.8 %  | <0.1 %   |
| Costa Rica                                   | 90.9 %        | <0.1 %  | 7.9 %         | <0.1 %     | <0.1 %     | 0.8 %                     | 0.3 %  | <0.1 %   |
| Côte d'Ivoire                                | 44.1 %        | 37.5 %  | 8.0 %         | <0.1 %     | <0.1 %     | 10.2 %                    | 0.2 %  | <0.1 %   |
| Croatie                                      | 93.4 %        | 1.4 %   | 5.1 %         | <0.1 %     | <0.1 %     | <0.1 %                    | <0.1 % | <0.1 %   |
| Cuba                                         | 59.2 %        | <0.1 %  | 23.0 %        | 0.2 %      | <0.1 %     | 17.4 %                    | <0.1 % | <0.1 %   |
| Chypre                                       | 73.2 %        | 25.3 %  | 1.2 %         | <0.1 %     | 0.2 %      | <0.1 %                    | <0.1 % | <0.1 %   |
| République tchèque                           | 23.3 %        | <0.1 %  | 76.4 %        | <0.1 %     | <0.1 %     | <0.1 %                    | <0.1 % | <0.1 %   |
| Danemark                                     | 83.5 %        | 4.1 %   | 11.8 %        | 0.4 %      | 0.2 %      | <0.1 %                    | <0.1 % | <0.1 %   |
| Djibouti                                     | 2.3 %         | 96.9 %  | 0.2 %         | <0.1 %     | <0.1 %     | 0.3 %                     | <0.1 % | 0.2 %    |
| Dominique                                    | 94.4 %        | 0.1 %   | 0.5 %         | <0.1 %     | 0.1 %      | 3.0 %                     | 1.7 %  | <0.1 %   |
| République dominicaine                       | 88.0 %        | <0.1 %  | 10.9 %        | <0.1 %     | <0.1 %     | 0.9 %                     | 0.1 %  | <0.1 %   |
| Équateur                                     | 94.1 %        | <0.1 %  | 5.5 %         | <0.1 %     | <0.1 %     | 0.3 %                     | <0.1 % | <0.1 %   |
| Égypte                                       | 5.1 %         | 94.9 %  | <0.1 %        | <0.1 %     | <0.1 %     | <0.1 %                    | <0.1 % | <0.1 %   |
| Salvador                                     | 88.2 %        | <0.1 %  | 11.0 %        | <0.1 %     | <0.1 %     | 0.5 %                     | 0.3 %  | <0.1 %   |
| Guinée équatoriale                           | 88.7 %        | 4.0 %   | 5.0 %         | <0.1 %     | <0.1 %     | 1.7 %                     | 0.5 %  | <0.1 %   |
| Érythrée                                     | 62.9 %        | 36.6 %  | 0.1 %         | <0.1 %     | <0.1 %     | 0.4 %                     | <0.1 % | <0.1 %   |
| Estonie                                      | 39.9 %        | 0.2 %   | 59.6 %        | <0.1 %     | <0.1 %     | <0.1 %                    | <0.1 % | 0.1 %    |
| Éthiopie                                     | 62.8 %        | 34.6 %  | <0.1 %        | <0.1 %     | <0.1 %     | 2.6 %                     | <0.1 % | <0.1 %   |
| Îles Féroé                                   | 98.0 %        | <0.1 %  | 1.7 %         | <0.1 %     | <0.1 %     | <0.1 %                    | 0.3 %  | <0.1 %   |
| Îles Malouines                               | 67.2 %        | 0.3 %   | 31.5 %        | <0.1 %     | 0.2 %      | <0.1 %                    | 0.8 %  | <0.1 %   |
| Fidji                                        | 64.4 %        | 6.3 %   | 0.8 %         | 27.9 %     | <0.1 %     | <0.1 %                    | 0.5 %  | <0.1 %   |
| Finlande                                     | 80.1 %        | 0.8 %   | 19.1 %        | <0.1 %     | <0.1 %     | <0.1 %                    | <0.1 % | <0.1 %   |
| France                                       | 63.0 %        | 7.5 %   | 28.0 %        | <0.1 %     | 0.5 %      | 0.3 %                     | 0.2 %  | 0.5 %    |
| Guyane                                       | 84.4 %        | 0.9 %   | 3.4 %         | 1.6 %      | <0.1 %     | 9.1 %                     | 0.5 %  | <0.1 %   |
| Polynésie française                          | 94.0 %        | <0.1 %  | 4.9 %         | <0.1 %     | <0.1 %     | 0.5 %                     | 0.4 %  | <0.1 %   |
| Gabon                                        | 76.5 %        | 11.2 %  | 5.6 %         | <0.1 %     | <0.1 %     | 6.0 %                     | 0.7 %  | <0.1 %   |
| Gambie                                       | 4.5 %         | 95.1 %  | <0.1 %        | <0.1 %     | <0.1 %     | 0.1 %                     | <0.1 % | <0.1 %   |
| Géorgie                                      | 88.5 %        | 10.7 %  | 0.7 %         | <0.1 %     | <0.1 %     | <0.1 %                    | <0.1 % | <0.1 %   |
| Allemagne                                    | 68.7 %        | 5.8 %   | 24.7 %        | <0.1 %     | 0.3 %      | <0.1 %                    | 0.1 %  | 0.3 %    |
| Ghana                                        | 74.9 %        | 15.8 %  | 4.2 %         | <0.1 %     | <0.1 %     | 4.9 %                     | 0.2 %  | <0.1 %   |
| Gibraltar                                    | 88.8 %        | 4.0 %   | 2.9 %         | 1.8 %      | <0.1 %     | <0.1 %                    | 0.3 %  | 2.1 %    |
| Grèce                                        | 88.1 %        | 5.3 %   | 6.1 %         | 0.1 %      | <0.1 %     | 0.1 %                     | <0.1 % | <0.1 %   |
| Groenland                                    | 96.1 %        | <0.1 %  | 2.5 %         | <0.1 %     | <0.1 %     | 0.8 %                     | 0.6 %  | <0.1 %   |
| Grenade                                      | 96.6 %        | 0.3 %   | 1.0 %         | 0.7 %      | <0.1 %     | 1.3 %                     | 0.2 %  | <0.1 %   |
| Guadeloupe                                   | 95.9 %        | 0.4 %   | 2.5 %         | 0.5 %      | <0.1 %     | 0.4 %                     | 0.4 %  | <0.1 %   |
| Guam                                         | 94.2 %        | <0.1 %  | 1.7 %         | <0.1 %     | 1.1 %      | 1.5 %                     | 1.6 %  | <0.1 %   |
| Guatemala                                    | 95.2 %        | <0.1 %  | 4.1 %         | <0.1 %     | <0.1 %     | 0.6 %                     | <0.1 % | <0.1 %   |
| Guinée                                       | 10.9 %        | 84.4 %  | 1.8 %         | <0.1 %     | <0.1 %     | 2.7 %                     | <0.1 % | <0.1 %   |
| Guinée-Bissau                                | 19.7 %        | 45.1 %  | 4.3 %         | <0.1 %     | <0.1 %     | 30.9 %                    | <0.1 % | <0.1 %   |
| Guyana                                       | 66.0 %        | 6.4 %   | 2.0 %         | 24.9 %     | <0.1 %     | 0.2 %                     | 0.6 %  | <0.1 %   |
| Haïti                                        | 86.9 %        | <0.1 %  | 10.6 %        | <0.1 %     | <0.1 %     | 2.2 %                     | 0.3 %  | <0.1 %   |
| Vatican                                      | 99.9 %+       | <0.1 %  | <0.1 %        | <0.1 %     | <0.1 %     | <0.1 %                    | <0.1 % | <0.1 %   |
| Honduras                                     | 87.6 %        | 0.1 %   | 10.5 %        | <0.1 %     | 0.1 %      | 1.1 %                     | 0.6 %  | <0.1 %   |
| Hong Kong                                    | 14.3 %        | 1.8 %   | 56.1 %        | 0.4 %      | 13.2 %     | 12.8 %                    | 1.5 %  | <0.1 %   |
| Hongrie                                      | 81.0 %        | <0.1 %  | 18.6 %        | <0.1 %     | <0.1 %     | <0.1 %                    | <0.1 % | 0.1 %    |
| Islande                                      | 95.0 %        | 0.2 %   | 3.5 %         | 0.3 %      | 0.4 %      | 0.5 %                     | 0.2 %  | <0.1 %   |
| Inde                                         | 2.5 %         | 14.4 %  | <0.1 %        | 79.5 %     | 0.8 %      | 0.5 %                     | 2.3 %  | <0.1 %   |
| Indonésie                                    | 9.9 %         | 87.2 %  | <0.1 %        | 1.7 %      | 0.7 %      | 0.3 %                     | 0.1 %  | <0.1 %   |
| Iran                                         | 0.2 %         | 99.5 %  | 0.1 %         | <0.1 %     | <0.1 %     | <0.1 %                    | 0.2 %  | <0.1 %   |
| Irak                                         | 0.8 %         | 99.0 %  | 0.1 %         | <0.1 %     | <0.1 %     | <0.1 %                    | <0.1 % | <0.1 %   |
| Irlande                                      | 92.0 %        | 1.1 %   | 6.2 %         | 0.2 %      | 0.2 %      | 0.2 %                     | <0.1 % | <0.1 %   |
| Île de Man                                   | 84.1 %        | 0.2 %   | 15.4 %        | 0.2 %      | <0.1 %     | <0.1 %                    | <0.1 % | <0.1 %   |
| Israël                                       | 2.0 %         | 18.6 %  | 3.1 %         | <0.1 %     | 0.3 %      | 0.2 %                     | 0.1 %  | 75.6 %   |
| Italie                                       | 83.3 %        | 3.7 %   | 12.4 %        | 0.1 %      | 0.2 %      | 0.1 %                     | <0.1 % | <0.1 %   |
| Jamaïque                                     | 77.2 %        | <0.1 %  | 17.2 %        | <0.1 %     | <0.1 %     | 4.5 %                     | 1.0 %  | <0.1 %   |
| Japon                                        | 1.6 %         | 0.2 %   | 57.0 %        | <0.1 %     | 36.2 %     | 0.4 %                     | 4.7 %  | <0.1 %   |
| Jordanie                                     | 2.2 %         | 97.2 %  | <0.1 %        | 0.1 %      | 0.4 %      | <0.1 %                    | <0.1 % | <0.1 %   |
| Kazakhstan                                   | 24.7 %        | 70.4 %  | 4.2 %         | <0.1 %     | 0.2 %      | 0.3 %                     | 0.1 %  | <0.1 %   |
| Kenya                                        | 84.8 %        | 9.7 %   | 2.5 %         | 0.1 %      | <0.1 %     | 1.7 %                     | 1.2 %  | <0.1 %   |
| Kiribati                                     | 97.0 %        | <0.1 %  | 0.8 %         | <0.1 %     | <0.1 %     | <0.1 %                    | 2.2 %  | <0.1 %   |
| Kosovo                                       | 6.1 %         | 93.8 %  | 0.1 %         | <0.1 %     | <0.1 %     | <0.1 %                    | <0.1 % | <0.1 %   |
| Koweït                                       | 14.3 %        | 74.1 %  | <0.1 %        | 8.5 %      | 2.8 %      | <0.1 %                    | 0.3 %  | <0.1 %   |
| Kirghizistan                                 | 11.4 %        | 88.0 %  | 0.4 %         | <0.1 %     | <0.1 %     | 0.1 %                     | <0.1 % | <0.1 %   |
| Laos                                         | 1.5 %         | <0.1 %  | 0.9 %         | <0.1 %     | 66.0 %     | 30.7 %                    | 0.7 %  | <0.1 %   |
| Lettonie                                     | 55.8 %        | 0.1 %   | 43.8 %        | <0.1 %     | <0.1 %     | <0.1 %                    | 0.2 %  | <0.1 %   |
| Liban                                        | 38.3 %        | 61.3 %  | 0.3 %         | <0.1 %     | 0.2 %      | <0.1 %                    | <0.1 % | <0.1 %   |
| Lesotho                                      | 96.8 %        | <0.1 %  | 3.1 %         | <0.1 %     | <0.1 %     | 0.1 %                     | <0.1 % | <0.1 %   |
| Liberia                                      | 85.9 %        | 12.0 %  | 1.4 %         | <0.1 %     | <0.1 %     | 0.5 %                     | 0.1 %  | <0.1 %   |
| Libye                                        | 2.7 %         | 96.6 %  | 0.2 %         | <0.1 %     | 0.3 %      | <0.1 %                    | <0.1 % | <0.1 %   |
| Liechtenstein                                | 91.9 %        | 5.0 %   | 2.9 %         | <0.1 %     | <0.1 %     | <0.1 %                    | <0.1 % | 0.1 %    |
| Lituanie                                     | 89.8 %        | <0.1 %  | 10.0 %        | <0.1 %     | <0.1 %     | <0.1 %                    | <0.1 % | <0.1 %   |
| Luxembourg                                   | 70.4 %        | 2.3 %   | 26.8 %        | <0.1 %     | <0.1 %     | <0.1 %                    | 0.3 %  | 0.1 %    |
| Macao                                        | 7.2 %         | 0.2 %   | 15.4 %        | <0.1 %     | 17.3 %     | 58.9 %                    | 1.0 %  | <0.1 %   |
| Macédoine                                    | 59.3 %        | 39.3 %  | 1.4 %         | <0.1 %     | <0.1 %     | <0.1 %                    | <0.1 % | <0.1 %   |
| Madagascar                                   | 85.3 %        | 3.0 %   | 6.9 %         | <0.1 %     | <0.1 %     | 4.5 %                     | <0.1 % | <0.1 %   |
| Malawi                                       | 82.7 %        | 13.0 %  | 2.5 %         | <0.1 %     | <0.1 %     | 1.7 %                     | <0.1 % | <0.1 %   |
| Malaisie                                     | 9.4 %         | 63.7 %  | 0.7 %         | 6.0 %      | 17.7 %     | 2.3 %                     | 0.2 %  | <0.1 %   |
| Maldives                                     | 0.4 %         | 98.4 %  | <0.1 %        | 0.3 %      | 0.6 %      | <0.1 %                    | <0.1 % | <0.1 %   |
| Mali                                         | 2.4 %         | 94.4 %  | 0.5 %         | <0.1 %     | <0.1 %     | 2.7 %                     | <0.1 % | <0.1 %   |
| Malte                                        | 97.0 %        | 0.2 %   | 2.5 %         | 0.2 %      | <0.1 %     | <0.1 %                    | <0.1 % | <0.1 %   |
| Îles Marshall                                | 97.5 %        | <0.1 %  | 1.5 %         | <0.1 %     | <0.1 %     | 0.3 %                     | 0.8 %  | <0.1 %   |
| Martinique                                   | 96.5 %        | 0.2 %   | 2.3 %         | 0.2 %      | <0.1 %     | 0.2 %                     | 0.6 %  | <0.1 %   |
| Mauritanie                                   | 0.3 %         | 99.1 %  | 0.1 %         | <0.1 %     | <0.1 %     | 0.5 %                     | <0.1 % | <0.1 %   |
| Maurice                                      | 32.7 %        | 17.3 %  | 0.7 %         | 48.5 %     | 0.4 %      | 0.1 %                     | 0.2 %  | <0.1 %   |
| Mayotte                                      | 0.7 %         | 98.6 %  | 0.2 %         | <0.1 %     | <0.1 %     | 0.5 %                     | <0.1 % | <0.1 %   |
| Mexique                                      | 95.1 %        | <0.1 %  | 4.7 %         | <0.1 %     | <0.1 %     | <0.1 %                    | <0.1 % | <0.1 %   |
| États fédérés de Micronésie                  | 95.3 %        | <0.1 %  | 0.9 %         | <0.1 %     | 0.4 %      | 2.7 %                     | 0.7 %  | <0.1 %   |
| Moldavie                                     | 97.4 %        | 0.6 %   | 1.4 %         | <0.1 %     | <0.1 %     | <0.1 %                    | <0.1 % | 0.6 %    |
| Monaco                                       | 86.0 %        | 0.4 %   | 11.7 %        | <0.1 %     | <0.1 %     | <0.1 %                    | 0.2 %  | 1.7 %    |
| Mongolie                                     | 2.3 %         | 3.2 %   | 35.9 %        | <0.1 %     | 55.1 %     | 3.5 %                     | <0.1 % | <0.1 %   |
| Monténégro                                   | 78.1 %        | 18.7 %  | 3.2 %         | <0.1 %     | <0.1 %     | <0.1 %                    | <0.1 % | <0.1 %   |
| Montserrat                                   | 93.5 %        | <0.1 %  | 4.8 %         | 0.1 %      | <0.1 %     | 0.2 %                     | 1.5 %  | <0.1 %   |
| Maroc                                        | <0.1 %        | 99.9 %+ | <0.1 %        | <0.1 %     | <0.1 %     | <0.1 %                    | <0.1 % | <0.1 %   |
| Mozambique                                   | 56.7 %        | 18.0 %  | 17.9 %        | <0.1 %     | <0.1 %     | 7.4 %                     | <0.1 % | <0.1 %   |
| Birmanie                                     | 7.8 %         | 4.0 %   | 0.5 %         | 1.7 %      | 80.1 %     | 5.8 %                     | 0.2 %  | <0.1 %   |
| Namibie                                      | 97.5 %        | 0.3 %   | 1.9 %         | <0.1 %     | <0.1 %     | 0.2 %                     | <0.1 % | <0.1 %   |
| Nauru                                        | 79.0 %        | <0.1 %  | 4.5 %         | <0.1 %     | 1.1 %      | 8.1 %                     | 7.4 %  | <0.1 %   |
| Népal                                        | 0.5 %         | 4.6 %   | 0.3 %         | 80.7 %     | 10.3 %     | 3.7 %                     | <0.1 % | <0.1 %   |
| Pays-Bas                                     | 50.6 %        | 6.0 %   | 42.1 %        | 0.5 %      | 0.2 %      | 0.2 %                     | 0.2 %  | 0.2 %    |
| Nouvelle-Calédonie                           | 85.2 %        | 2.8 %   | 10.4 %        | <0.1 %     | 0.6 %      | 0.2 %                     | 0.8 %  | <0.1 %   |
| Nouvelle-Zélande                             | 57.0 %        | 1.2 %   | 36.6 %        | 2.1 %      | 1.6 %      | 0.5 %                     | 0.7 %  | 0.2 %    |
| Nicaragua                                    | 85.8 %        | <0.1 %  | 12.5 %        | <0.1 %     | <0.1 %     | 1.4 %                     | 0.1 %  | <0.1 %   |
| Niger                                        | 0.8 %         | 98.4 %  | 0.7 %         | <0.1 %     | <0.1 %     | <0.1 %                    | <0.1 % | <0.1 %   |
| Nigeria                                      | 49.3 %        | 48.8 %  | 0.4 %         | <0.1 %     | <0.1 %     | 1.4 %                     | <0.1 % | <0.1 %   |
| Niue                                         | 96.4 %        | <0.1 %  | 3.3 %         | <0.1 %     | <0.1 %     | <0.1 %                    | 0.2 %  | <0.1 %   |
| Corée du Nord                                | 2.0 %         | <0.1 %  | 71.3 %        | <0.1 %     | 1.5 %      | 12.3 %                    | 12.9 % | <0.1 %   |
| Îles Mariannes du Nord                       | 81.3 %        | 0.7 %   | 1.0 %         | <0.1 %     | 10.6 %     | 5.3 %                     | 1.1 %  | <0.1 %   |
| Norvège                                      | 84.7 %        | 3.7 %   | 10.1 %        | 0.5 %      | 0.6 %      | <0.1 %                    | 0.2 %  | <0.1 %   |
| Oman                                         | 6.5 %         | 85.9 %  | 0.2 %         | 5.5 %      | 0.8 %      | <0.1 %                    | 1.0 %  | <0.1 %   |
| Pakistan                                     | 1.6 %         | 96.4 %  | <0.1 %        | 1.9 %      | <0.1 %     | <0.1 %                    | <0.1 % | <0.1 %   |
| Palaos                                       | 86.7 %        | <0.1 %  | 1.2 %         | <0.1 %     | 0.8 %      | 0.8 %                     | 10.4 % | <0.1 %   |
| Palestine                                    | 2.4 %         | 97.6 %  | <0.1 %        | <0.1 %     | <0.1 %     | <0.1 %                    | <0.1 % | <0.1 %   |
| Panama                                       | 93.0 %        | 0.7 %   | 4.8 %         | <0.1 %     | 0.2 %      | 0.4 %                     | 0.4 %  | 0.4 %    |
| Papouasie-Nouvelle-Guinée                    | 99.2 %        | <0.1 %  | <0.1 %        | <0.1 %     | <0.1 %     | 0.4 %                     | 0.2 %  | <0.1 %   |
| Paraguay                                     | 96.9 %        | <0.1 %  | 1.1 %         | <0.1 %     | <0.1 %     | 1.7 %                     | 0.2 %  | <0.1 %   |
| Pérou                                        | 95.5 %        | <0.1 %  | 3.0 %         | <0.1 %     | 0.2 %      | 1.0 %                     | 0.3 %  | <0.1 %   |
| Philippines                                  | 92.6 %        | 5.5 %   | 0.1 %         | <0.1 %     | <0.1 %     | 1.5 %                     | 0.1 %  | <0.1 %   |
| Pologne                                      | 94.3 %        | <0.1 %  | 5.6 %         | <0.1 %     | <0.1 %     | <0.1 %                    | <0.1 % | <0.1 %   |
| Portugal                                     | 91.9 %        | 0.3 %   | 7.5 %         | <0.1 %     | 0.2 %      | <0.1 %                    | <0.1 % | <0.1 %   |
| Porto Rico                                   | 96.7 %        | <0.1 %  | 1.9 %         | <0.1 %     | 0.3 %      | 0.8 %                     | 0.1 %  | <0.1 %   |
| Qatar                                        | 13.8 %        | 67.7 %  | 0.9 %         | 13.8 %     | 3.1 %      | <0.1 %                    | 0.7 %  | <0.1 %   |
| La Réunion                                   | 87.6 %        | 4.2 %   | 2.0 %         | 4.5 %      | 0.2 %      | 0.4 %                     | 1.1 %  | <0.1 %   |
| Roumanie                                     | 99.5 %        | 0.3 %   | 0.1 %         | <0.1 %     | <0.1 %     | <0.1 %                    | <0.1 % | <0.1 %   |
| Russie                                       | 73.3 %        | 10.0 %  | 16.2 %        | <0.1 %     | 0.1 %      | 0.2 %                     | <0.1 % | 0.2 %    |
| Rwanda                                       | 93.4 %        | 1.8 %   | 3.6 %         | <0.1 %     | <0.1 %     | 1.0 %                     | 0.2 %  | <0.1 %   |
| Sainte-Hélène, Ascension et Tristan da Cunha | 96.5 %        | <0.1 %  | 3.3 %         | <0.1 %     | <0.1 %     | <0.1 %                    | 0.2 %  | <0.1 %   |
| Saint-Christophe-et-Niévès                   | 94.6 %        | 0.3 %   | 1.6 %         | 1.5 %      | <0.1 %     | 1.3 %                     | 0.8 %  | <0.1 %   |
| Sainte-Lucie                                 | 91.1 %        | 0.1 %   | 6.0 %         | 0.3 %      | <0.1 %     | 0.5 %                     | 2.0 %  | <0.1 %   |
| Saint-Pierre-et-Miquelon                     | 94.7 %        | 0.2 %   | 3.8 %         | <0.1 %     | <0.1 %     | <0.1 %                    | 1.3 %  | <0.1 %   |
| Saint-Vincent-et-les-Grenadines              | 88.7 %        | 1.5 %   | 2.5 %         | 3.4 %      | <0.1 %     | 2.0 %                     | 2.0 %  | <0.1 %   |
| Samoa                                        | 96.8 %        | <0.1 %  | 2.5 %         | <0.1 %     | <0.1 %     | <0.1 %                    | 0.4 %  | <0.1 %   |
| Saint-Marin                                  | 91.6 %        | <0.1 %  | 7.2 %         | <0.1 %     | <0.1 %     | <0.1 %                    | 0.9 %  | 0.3 %    |
| Sao Tomé-et-Principe                         | 82.2 %        | <0.1 %  | 12.6 %        | <0.1 %     | <0.1 %     | 2.9 %                     | 2.4 %  | <0.1 %   |
| Arabie saoudite                              | 4.4 %         | 93.0 %  | 0.7 %         | 1.1 %      | 0.3 %      | 0.3 %                     | 0.3 %  | <0.1 %   |
| Sénégal                                      | 3.6 %         | 96.4 %  | <0.1 %        | <0.1 %     | <0.1 %     | <0.1 %                    | <0.1 % | <0.1 %   |
| Serbie                                       | 92.6 %        | 4.1 %   | 3.3 %         | <0.1 %     | <0.1 %     | <0.1 %                    | <0.1 % | <0.1 %   |
| Seychelles                                   | 94.0 %        | 1.1 %   | 2.1 %         | 2.1 %      | <0.1 %     | <0.1 %                    | 0.6 %  | <0.1 %   |
| Sierra Leone                                 | 20.9 %        | 78.0 %  | 0.1 %         | <0.1 %     | <0.1 %     | 0.8 %                     | <0.1 % | <0.1 %   |
| Singapour                                    | 18.2 %        | 14.3 %  | 16.4 %        | 5.2 %      | 33.9 %     | 2.3 %                     | 9.7 %  | <0.1 %   |
| Slovaquie                                    | 85.3 %        | 0.2 %   | 14.3 %        | <0.1 %     | <0.1 %     | <0.1 %                    | <0.1 % | <0.1 %   |
| Slovénie                                     | 78.4 %        | 3.6 %   | 18.0 %        | <0.1 %     | <0.1 %     | <0.1 %                    | <0.1 % | <0.1 %   |
| Îles Salomon                                 | 97.4 %        | <0.1 %  | 0.2 %         | <0.1 %     | 0.3 %      | 1.3 %                     | 0.7 %  | <0.1 %   |
| Somalie                                      | <0.1 %        | 99.8 %  | <0.1 %        | <0.1 %     | <0.1 %     | <0.1 %                    | <0.1 % | <0.1 %   |
| Afrique du Sud                               | 81.2 %        | 1.7 %   | 14.9 %        | 1.1 %      | 0.2 %      | 0.4 %                     | 0.3 %  | 0.1 %    |
| Corée du Sud                                 | 29.4 %        | 0.2 %   | 46.4 %        | <0.1 %     | 22.9 %     | 0.8 %                     | 0.2 %  | <0.1 %   |
| Espagne                                      | 78.6 %        | 2.1 %   | 19.0 %        | <0.1 %     | <0.1 %     | <0.1 %                    | <0.1 % | 0.1 %    |
| Sri Lanka                                    | 7.3 %         | 9.8 %   | <0.1 %        | 13.6 %     | 69.3 %     | <0.1 %                    | <0.1 % | <0.1 %   |
| Soudan                                       | 5.4 %         | 90.7 %  | 1.0 %         | <0.1 %     | <0.1 %     | 2.8 %                     | <0.1 % | <0.1 %   |
| Suriname                                     | 51.6 %        | 15.2 %  | 5.4 %         | 19.8 %     | 0.6 %      | 5.3 %                     | 1.8 %  | 0.2 %    |
| Swaziland                                    | 88.1 %        | 0.2 %   | 10.1 %        | 0.1 %      | <0.1 %     | 1.0 %                     | 0.4 %  | <0.1 %   |
| Suède                                        | 67.2 %        | 4.6 %   | 27.0 %        | 0.2 %      | 0.4 %      | 0.2 %                     | 0.2 %  | 0.1 %    |
| Suisse                                       | 72.7 %        | 4.9 %   | 20.9 %        | 0.5 %      | 0.5 %      | <0.1 %                    | 0.2 %  | 0.3 %    |
| Syrie                                        | 5.2 %         | 92.8 %  | 2.0 %         | <0.1 %     | <0.1 %     | <0.1 %                    | <0.1 % | <0.1 %   |
| Taïwan                                       | 5.5 %         | <0.1 %  | 12.7 %        | <0.1 %     | 21.3 %     | 44.2 %                    | 16.2 % | <0.1 %   |
| Tadjikistan                                  | 1.6 %         | 96.7 %  | 1.5 %         | <0.1 %     | <0.1 %     | <0.1 %                    | <0.1 % | <0.1 %   |
| Tanzanie                                     | 61.4 %        | 35.2 %  | 1.4 %         | 0.1 %      | <0.1 %     | 1.8 %                     | <0.1 % | <0.1 %   |
| Thaïlande                                    | 0.9 %         | 5.5 %   | 0.3 %         | 0.1 %      | 93.2 %     | <0.1 %                    | <0.1 % | <0.1 %   |
| Timor oriental                               | 99.6 %        | 0.1 %   | <0.1 %        | <0.1 %     | <0.1 %     | 0.1 %                     | <0.1 % | <0.1 %   |
| Togo                                         | 43.7 %        | 14.0 %  | 6.2 %         | <0.1 %     | <0.1 %     | 35.6 %                    | 0.6 %  | <0.1 %   |
| Tokelau                                      | 99.8 %        | <0.1 %  | <0.1 %        | <0.1 %     | <0.1 %     | <0.1 %                    | 0.2 %  | <0.1 %   |
| Tonga                                        | 98.9 %        | <0.1 %  | <0.1 %        | 0.1 %      | <0.1 %     | <0.1 %                    | 0.9 %  | <0.1 %   |
| Trinité-et-Tobago                            | 65.9 %        | 5.9 %   | 1.9 %         | 22.7 %     | 0.3 %      | 1.9 %                     | 1.4 %  | <0.1 %   |
| Tunisie                                      | 0.2 %         | 99.5 %  | 0.2 %         | <0.1 %     | <0.1 %     | <0.1 %                    | <0.1 % | <0.1 %   |
| Turquie                                      | 0.4 %         | 98.0 %  | 1.2 %         | <0.1 %     | <0.1 %     | <0.1 %                    | 0.2 %  | <0.1 %   |
| Turkménistan                                 | 6.4 %         | 93.0 %  | 0.5 %         | <0.1 %     | <0.1 %     | <0.1 %                    | <0.1 % | <0.1 %   |
| Îles Turques-et-Caïques                      | 92.1 %        | <0.1 %  | 4.6 %         | <0.1 %     | <0.1 %     | 2.7 %                     | 0.6 %  | <0.1 %   |
| Tuvalu                                       | 96.7 %        | 0.1 %   | 1.3 %         | <0.1 %     | <0.1 %     | <0.1 %                    | 1.9 %  | <0.1 %   |
| Ouganda                                      | 86.7 %        | 11.5 %  | 0.5 %         | 0.3 %      | <0.1 %     | 0.9 %                     | 0.1 %  | <0.1 %   |
| Ukraine                                      | 83.8 %        | 1.2 %   | 14.7 %        | <0.1 %     | <0.1 %     | <0.1 %                    | <0.1 % | 0.1 %    |
| Émirats arabes unis                          | 12.6 %        | 76.9 %  | 1.1 %         | 6.6 %      | 2.0 %      | <0.1 %                    | 0.8 %  | <0.1 %   |
| Royaume-Uni                                  | 64.3 %        | 4.8 %   | 27.8 %        | 1.4 %      | 0.4 %      | 0.1 %                     | 0.7 %  | 0.5 %    |
| États-Unis                                   | 78.3 %        | 0.9 %   | 16.4 %        | 0.6 %      | 1.2 %      | 0.2 %                     | 0.6 %  | 1.8 %    |
| Îles Vierges des États-Unis                  | 94.8 %        | 0.1 %   | 3.7 %         | 0.4 %      | <0.1 %     | <0.1 %                    | 0.6 %  | 0.3 %    |
| Uruguay                                      | 57.9 %        | <0.1 %  | 40.7 %        | <0.1 %     | <0.1 %     | 0.8 %                     | 0.3 %  | 0.3 %    |
| Ouzbékistan                                  | 2.3 %         | 96.7 %  | 0.8 %         | <0.1 %     | <0.1 %     | <0.1 %                    | <0.1 % | <0.1 %   |
| Vanuatu                                      | 93.3 %        | <0.1 %  | 1.2 %         | <0.1 %     | <0.1 %     | 4.1 %                     | 1.4 %  | <0.1 %   |
| Venezuela                                    | 89.3 %        | 0.3 %   | 10.0 %        | <0.1 %     | <0.1 %     | 0.2 %                     | <0.1 % | <0.1 %   |
| Viêt Nam                                     | 8.2 %         | 0.2 %   | 29.6 %        | <0.1 %     | 16.4 %     | 45.3 %                    | 0.4 %  | <0.1 %   |
| Wallis-et-Futuna                             | 97.4 %        | <0.1 %  | 0.6 %         | <0.1 %     | <0.1 %     | 1.2 %                     | 0.8 %  | <0.1 %   |
| Sahara occidental                            | 0.2 %         | 99.4 %  | 0.4 %         | <0.1 %     | <0.1 %     | <0.1 %                    | <0.1 % | <0.1 %   |
| Yémen                                        | 0.2 %         | 99.1 %  | 0.1 %         | 0.6 %      | <0.1 %     | <0.1 %                    | <0.1 % | <0.1 %   |
| Zambie                                       | 97.6 %        | 0.5 %   | 0.5 %         | 0.1 %      | <0.1 %     | 0.3 %                     | 0.9 %  | <0.1 %   |
| Zimbabwe                                     | 87.0 %        | 0.9 %   | 7.9 %         | <0.1 %     | <0.1 %     | 3.8 %                     | 0.3 %  | <0.1 %   |
| Soudan du Sud                                | 60.5 %        | 6.2 %   | 0.5 %         | <0.1 %     | <0.1 %     | 32.9 %                    | <0.1 % | <0.1 %   |
| Curaçao                                      | 93.9 %        | 0.2 %   | 3.3 %         | 0.2 %      | 0.5 %      | 1.2 %                     | 0.3 %  | 0.3 %    |
| Saint-Martin                                 | 93.9 %        | 0.2 %   | 3.3 %         | 0.2 %      | 0.5 %      | 1.2 %                     | 0.3 %  | 0.3 %    |
| Antilles néerlandaises                       | 93.9 %        | 0.2 %   | 3.3 %         | 0.2 %      | 0.5 %      | 1.2 %                     | 0.3 %  | 0.3 %    |